# Ligatura (pismo)
Ligatura – połączenie dwóch lub więcej liter w jedną. W typografii jest to czcionka lub glif w foncie cyfrowym, których oczko (obraz) zawiera co najmniej dwie połączone litery w postaci jednego wspólnego, nowego znaku, np. w połączeniu liter fi, gdy kropka z litery i jest jednocześnie końcem litery f. Innym przykładem tak zbudowanego znaku są litery f i l stojące na wspólnym szeryfie (w tym wypadku stopce).
Ligatury są specjalnie tworzonymi znakami pisarskimi dla najczęściej występujących w wyrazach grup liter, które zawierają znaki o kolidującym ze sobą rysunku. Każdy język ma inne pary znaków, które występują najczęściej, dlatego ligatury są elementem charakterystycznym dla każdego z języków. W ogólnodostępnych fontach normą są ligatury języka angielskiego fi, fl, ff. Mimo podobieństwa graficznego bardzo rzadko spotyka się natomiast ligaturę fj – prawdopodobnie dlatego, że występuje w angielskim tylko w jednym (zresztą obcym) wyrazie (fjord). Ligatura ffj stosowana jest w języku holenderskim. Niektóre polskie fonty mają ligatury łł w postaci wspólnego łuku nad obiema literami (). Ligaturą jest również znak &, który powstał przez połączenie liter słowa et (łac. i).

## Historia

Typowe ligatury alfabetu łacińskiego

Ligatury mają w piśmiennictwie wielowiekową tradycję: starożytne dokumenty epigraficzne świadczą, że nagminnie używane były np. przez Rzymian, później zaś powszechnie stosowano je w książkach przepisywanych ręcznie (manuskryptach). Przedchrześcijańskie pochodzenie mają np. greckie i łacińskie ligatury staurogram (znak ⳨, połączenie tau i rho) i chrystogram (znak ⳩, połączenie chi i rho). 
Wraz z zapoczątkowaniem ery druku w Europie stopniowo z nich rezygnowano, choć w czasach Gutenberga w inkunabułach stosowano je jeszcze szeroko. Największa ich popularność utrzymała się w języku angielskim wskutek częstego występowania pewnych par znaków, które źle wyglądałyby z osobna, stojąc zbyt blisko siebie. Ponadto w niektórych językach stosowanie ligatur wymagane jest przez ich ortografię. Obecnie jednak dość rzadko spotyka się ligatury jako stosowane specjalnie zamiast grup pojedynczych znaków, aby znaki te lepiej prezentowały się wizualnie.
W Polsce podczas „ery ołowiu” (do końca lat 80. XIX w.), nie praktykowano zbyt szeroko stosowania ligatur, a po II wojnie światowej tradycja ta właściwie w ogóle zanikła.

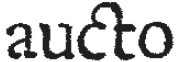
Rzadko spotykana ligatura liter ct w książce z I poł. XVIII w.

Również w czasach składu komputerowego ligatury nie były przez długi czas popularne, ponieważ w standardowych zestawach 256 znaków na font nie było dla nich zbyt wiele miejsca. Praktycznie w ogóle nie stosuje się ich w programach biurowych do składu tekstu, jak również w poczcie elektronicznej czy na stronach WWW. Natomiast profesjonalne oprogramowanie DTP zawsze dobrze sobie radziło z ligaturami, mimo że długo nie były one nazbyt dostępne w większej różnorodności. Obecnie jednak coraz częściej stosowanie ligatur jest w tego typu oprogramowaniu wartością domyślną, na co ma olbrzymi wpływ upowszechnienie się standardu Unicode, który zapewnia wystarczającą ilość miejsca dla wszystkich możliwych znaków.

## Ligatury w piśmie ręcznym

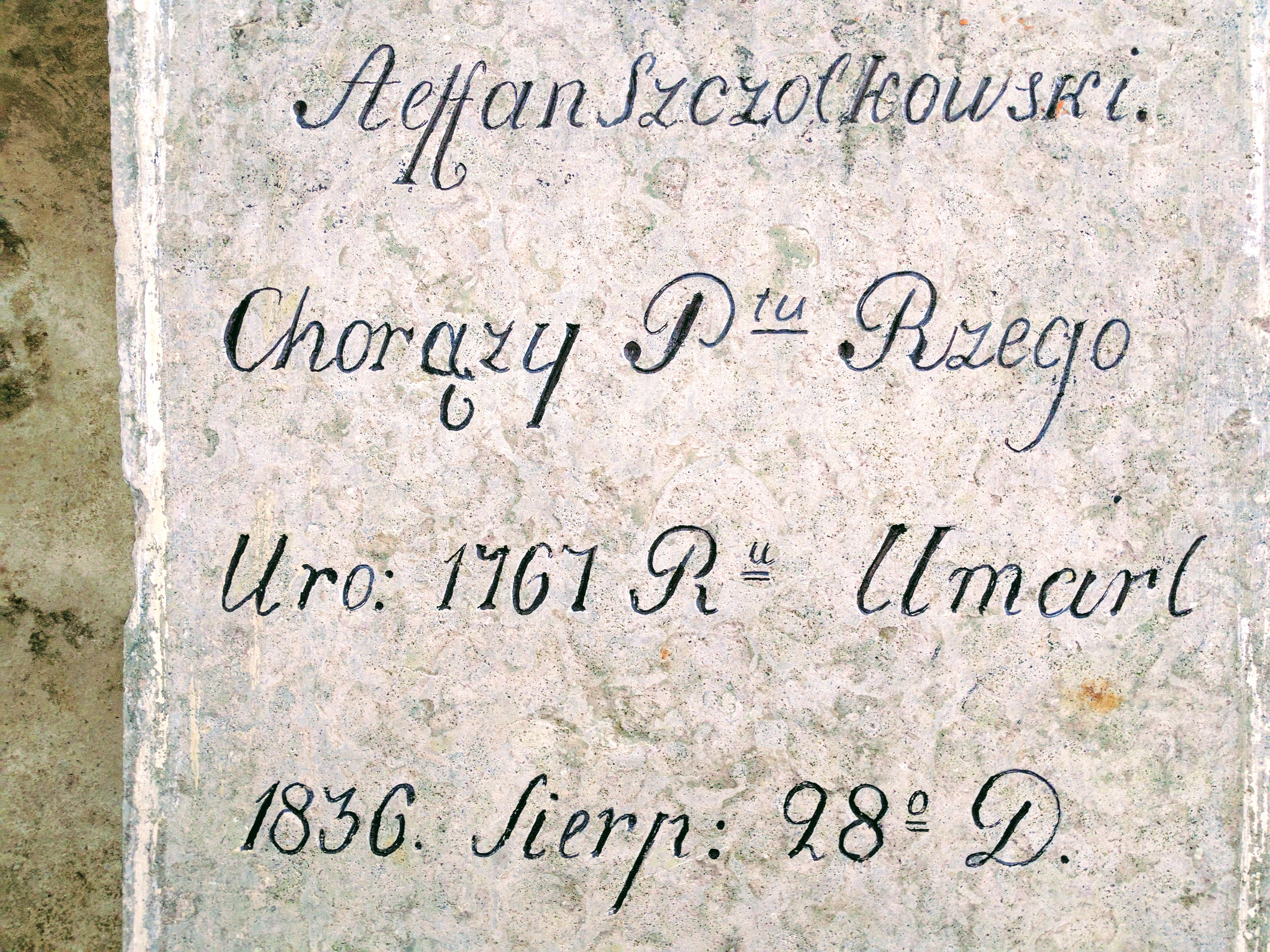
Dwie różne ligatury w jednym wyrazie na płycie nagrobnej: St oraz ff w imieniu Stefan (Steffan Szczotkowski), z których pierwsza w sposób niezamierzony zlewa się w A (Aeffan Szczotkowski)

Ligatury, czyli zrosty sąsiadujących liter, oraz enklawy, czyli umieszczanie jednej litery we wnętrzu drugiej, to dwa sposoby oszczędzania miejsca stosowane w epigrafice. Majuskuła epigraficzna szczególnie chętnie łączyła ze sobą dwie litery częstego w łacinie dyftongu Æ
(A i E). Szczególnie łatwo ligatury tworzyły stojące obok siebie dwie litery o prostych trzonkach, np. N i T.
Wielką liczbą ligatur posługiwała się młodsza kursywa rzymska, co m.in. sprawiło, że była tak trudna w odczytaniu. Stamtąd zwyczaj częstego używania ligatur przeszedł do opartych na niej pism szczepowych. Minuskuła karolińska z ligatur korzysta umiarkowanie, a najbardziej charakterystycznymi zrostami są połączenia s-t i c-t. W późnej, XII-wiecznej karolinie wytwarza się zwyczaj łączenia okrągłego, uncjalnego d z okrągłymi literami niskimi: d-a, d-e. Również okrągłe r, gdy następuje po o, chętnie tworzy z nim ligaturę.
W głagolicy znanych jest wieleset ligatur. Często układem nawiązują do wyrazu obrazowanego. Odczytywanie starych ligatur jest domeną paleografii. Benedykt Chmielowski nieraz wzmiankuje, „że księgi ich, charakterów czarownickich pełne, spalić kazał”, czy „niejakie pisma, charaktery, figury rysując”, czy wreszcie „żadnego nie miał żołnierza, który by na szyi takich nie miał karteluszów, charakterów zabobonnych, jako się pokazało przy rewizyi trupów”.
Złożone ligatury wyszły z użycia jako niezrozumiałe, pozostały zaś inicjały (czasem także złożone z kilku początkowych liter) – jako znaki nagrobne i w księgach religijnych.

## Stosowanie współcześnie
Rozpowszechnione w piśmie odręcznym, stosowane były również w dużej ilości już od zarania ery druku w Europie, także w pismach drukarskich – zarówno gotyckich (modern), jak i klasycznych (old style). Obecnie jednak w tekstach ciągłych z ligatur korzysta się coraz rzadziej i stały się one typowe dla publikacji o najwyższym poziomie edytorskim.
W niektórych polskich maszynach do pisania istniała czcionka z ligaturą zł zajmującą szerokość jednego znaku. Inna spotykana do dziś ligatura pochodzi ze znaków alchemicznych, szeroko stosowanych też w dawnej farmacji, jest to ℞ jako skrót łacińskiego słowa recipe na początku recepty farmaceutycznej, rozwijany do Rx.
Jednocześnie ligatury przeżywają renesans w składzie komputerowym dzięki wprowadzenia standardu fontów OpenType i związanych z nim funkcji zecerskich w najnowszych programach DTP. Odnosi się to jednak głównie do stosowania krojów kaligraficznych.
System składu TeX wykorzystuje ligatury (jeżeli zawarte są w foncie) już od ćwierć wieku. Posiadają je standardowe fonty TeX-u Computer Modern, a także ich spolonizowane wersje.
Ligatury pojawiają się też w programach do rozpoznawania pisma (OCR). Gdy program nie rozpoznaje danego elementu, przedstawia go na ekranie jako nieokreśloną ligaturę, której litery składowe trzeba podać ręcznie. Czasem może nawet zaproponować dodanie tych ligatur do swojego słownika rozpoznawanych znaków, ale w tym przypadku będą one zbitkami literowymi traktowanymi łącznie tylko roboczo. W pliku wynikowym będą zapisane jako grupy (najczęściej pary) zwykłych znaków, o ile nie zostaną ręcznie określone jako znaki ligaturowe.

## Ligatury w języku polskim

### Połączenie „fi”

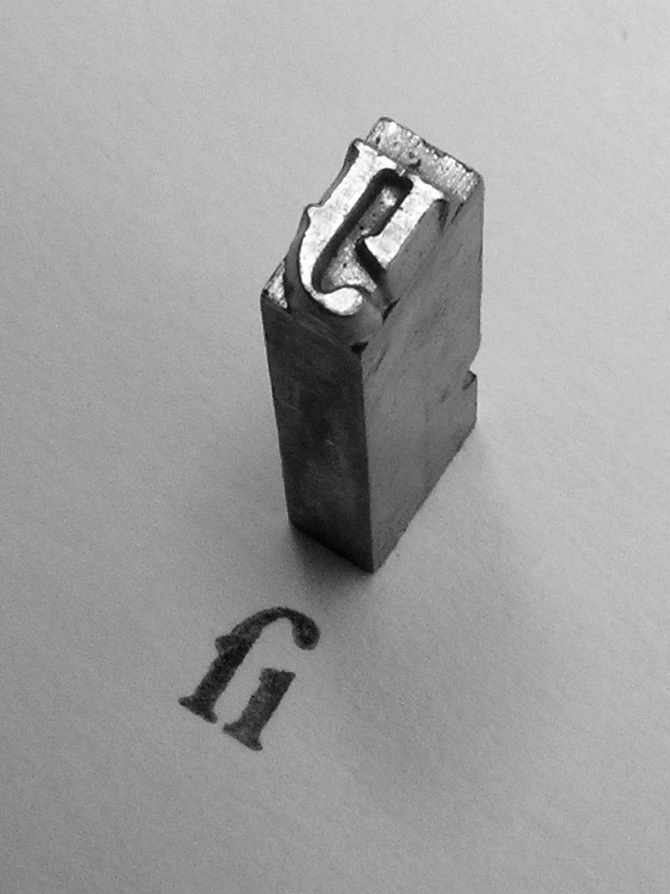
Klasyczna ligatura z ſi (czcionka drukarska)

Jest wiele polskich słów zawierających litery fi, łączone w popularną ligaturę. Indeks języka polskiego w polskim Wikisłowniku podaje ich około 200:
- pochodzące od łac. facere – robić, np. benefis, deficyt, pontyfikat, profit,
- stamtąd, z końcówkami -fikacja, np. amplifikacja, beatyfikacja, certyfikacja, denazyfikacja, dywersyfikacja, falsyfikacja, fortyfikacja, gloryfikacja, identyfikacja, klasyfikacja, kwalifikacja, kwantyfikacja, mistyfikacja, modyfikacja, personifikacja, petryfikacja, puryfikacja, ratyfikacja, rusyfikacja, stratyfikacja, weryfikacja,
- od łac. fides – wiara, np. fideizm, fiducjarny, konfident, perfidny,
- od łac. filum – nić, np. filament, filet, filigran, profil,
- od łac. fingere – formować, np. afiks, figura, fikcja, konfiguracja, krucyfiks,
- od łac. finis – koniec, np. definicja, finanse, finał, finezja,
- od łac. firmus – silny, pewny, np. afirmacja, firma, firmament, konfirmacja,
- od łac. fiscus – kosz, skarbiec, np. fiskus, konfiskata,
- od łac. officium – urząd, służba, np. oficer, oficjalny,
- inne wyrazy łacińskie, np. figa, fikus, filar, filia, film, fiolet, fiołek, konfitura, ofiara, pacyfizm, specyficzny,
- od gr. amphi – wokół, obustronnie, np. amfibia, amfiteatr,
- od gr. graphein – pisać, np. bibliografia, biografia, choreografia, demografia, dysgrafia, encefalografia, epistolografia, etnografia, fotografia, geografia, grafika, grafit, ikonografia, kaligrafia, kartografia, kinematografia, kryptografia, leksykografia, litografia, mammografia, monografia, oceanografia, ortografia, poligrafia, pornografia, rentgenografia, scenografia, telegrafia, topografia, typografia, ultrasonografia,
- od gr. morphe – kształt, postać, np. amorficzny, antropomorfizm, dymorfizm, morfina,
- pochodzące od gr. philo- – miłować, np. biliofil, chlorofil, efebofilia, filantropia, filatelistyka, filharmonia, filologia, hebefilia, hemofilia, nekrofilia, parafilia, pedofilia, rusofilia, zoofilia,
- od gr. physis – natura, np. fizyka, fizjokratyzm, fizjologia, fizjonomia, fizjoterapia, metafizyka, miafizytym, monofizytyzm,
- od gr. phytos – roślina, np. fitopatologia, fitoplankton, fitowy, fityna, kserofit, litofit, neofita, sporofit,
- od gr. sofia – mądrość, np. antropozofia, filozofia, historiozofia, teozofia, Zofia,
- od gr. trophein – odżywiać się, np. eutrofizacja, dystrofia, troficzny, trofizm,
- inne wyrazy greckie, np. apokryficzny, delfin, endorfina, epitafium, fiolka, katastrofizm, monofiletyzm, parafia, parafiletyzm, polifiletyzm, porfir, profilaktyka, safizm, szafir, zefir,
- niektóre wyrazy włoskie, np. fiasko, fiat, kalafior, mafia, sufit, taryfiarz,
- niektóre wyrazy niemieckie, np. filc, firanka, firet, harfista, hufiec, szafiarka, szlifierka,
- niektóre wyrazy angielskie, np. fitness, surfing,
- wiele innych wyrazów obcych, np. afisz, bufiasty, defilada, elficki, figiel, filiżanka, filtr, filuterny, fiński, fiord, fis, golfista, kefir, lafirynda, safian, serafin, syfilis, wyrafinowany, wuefista, żyrafi.
- niektóre wyrazy rodzime, np. fikać, fikuśny, fiu-bźdźu, fiut, obfity, trafiać,
- wiele nazw własnych, np. Filadelfia, filipiński, fidżyjski, Gryfice, Józefina, Memfis, Sfinks.

Oprócz tego jest ponad 70 słów, które w formie hasłowej nie mają liter fi, ale w innych formach już tak. Przykłady to wyrazy kończące się na -fa, np. M. żyrafa – C., Msc. żyrafie. Polski Wikisłownik podaje jeszcze:
- wyrazy pospolite: agrafa, alfa, amfa, apostrofa, arfa, gafa, harfa, katastrofa, kufa, lafa, limfa, lufa, manifa, mufa, nakfa, nimfa, pacyfa, pufa, rafa, rufa, sofa, strefa, strofa, szafa, tafa, taryfa, tonfa,
- imiona (antroponimy): Genowefa, Józefa, Krzysztofa, Mustafa,
- nazwy geograficzne (toponimy): Hajfa, Teneryfa, Ufa.

To samo dotyczy wyrazów zakończonych na -f, np. M. Krzysztof – Msc. Krzysztofie (ale celownik to już Krzysztofowi). Przykłady to:
- wyrazy pospolite: alef, allomorf, algebraf, anaglif, aperitif, apokryf, apostrof, batyskaf, blef, cenotaf (kenotaf), dryf, elf, golf, graf, gryf, hieroglif, kilof, klif, mastif (mastyf), puf, rostbef, relief, seraf, sejf, smerf, syf, sylf, szef, szelf, szeryf, szlif, sztof, torf, traf, triumf, wuef.
- imiona: Adolf, Józef, Olaf, Rudolf.

### Połączenie „fl”
Połączenie fl jest rzadsze i występuje w ponad 40 słowach: np. deflacja, flaga, flagellant, flak, flakon, flamandzki, flamaster, flaming, flanela, flanka, flara, flaszka, flądra, flegma, fleja, fleksja, flet, flirt, flisak, flora, fluid, fluor, inflacja, Inflanty, kaflarz, kamuflaż, kartofla, konflikt, pamflet, pantoflarz, refleks, refleksja, reflektor, ryboflawina, sufler, suflet, szufla, szuflada, tafla, teflon, trefl, trufla, wafle.

### Pozostałe połączenia
Połączenia ff, ffi i ffl występują tylko w nazwach własnych (Leopold Staff, Office) i w wyrazach obcych, gdzie zachowano oryginalną pisownię, np. graffiti, toffi, offline.

## Unicode
Kody ligatur w komputerowym standardzie Unicode:
| Bez ligatury     | Ligatura   | Unicode                            |
| ---------------- | ---------- | ---------------------------------- |
| Et               | &          | U+0026                             |
| At (łac. ad)     | @          | U+0040                             |
| ſs (lub ſz)      | ß          | U+00DF                             |
| AE, ae           | Æ, æ       | U+00E6, U+00C6                     |
| OE               | Œ, œ, ɶ    | U+0152, U+0153, U+276              |
| IJ, ĳ            | Ĳ, ĳ       | U+0132, U+0133                     |
| Ng, ng           | Ŋ, ŋ       | U+014A, U+14B                      |
| Hv (Hw), hv (hw) | Ƕ, ƕ       | U+01F6, U+0195                     |
| DŽ, Dž, dž       | Ǆ, ǅ, ǆ    | U+01C4, U+01C5, U+01C6 (*)         |
| LJ, Lj, lj       | Ǉ, ǈ, ǉ    | U+01C7, U+01C8, U+01C9 (*)         |
| NJ, Nj, nj       | Ǌ, ǋ, ǌ    | U+01CA, U+01CB, U+01CC (*)         |
| DZ, Dz, dz       | Ǳ, ǲ, ǳ, ʣ | U+01F1, U+01F2, U+01F3, U+02A3 (*) |
| lʒ               | ɮ          | U+026E                             |
| dʒ               | ʤ          | U+02A4                             |
| dʑ               | ʥ          | U+02A5                             |
| ts               | ʦ          | U+02A6                             |
| tʃ               | ʧ          | U+02A7                             |
| tɕ               | ʨ          | U+02A8                             |
| fŋ               | ʩ          | U+02A9                             |
| ls               | ʪ          | U+02AA                             |
| lz               | ʫ          | U+02AB                             |
| ww               | ʬ          | U+02AC                             |
| ue               | ᵫ          | U+1D6B                             |
| ff               | ﬀ          | U+FB00                             |
| fi               | ﬁ          | U+FB01                             |
| fl               | ﬂ          | U+FB02                             |
| ffi              | ﬃ          | U+FB03                             |
| ffl              | ﬄ          | U+FB04                             |
| ſt               | ﬅ          | U+FB05                             |
| st               | ﬆ          | U+FB06                             |

(*)=Digraf 